# Mikiola bassiaflorae
Mikiola bassiaflorae är en tvåvingeart som beskrevs av Mani 1986. Mikiola bassiaflorae ingår i släktet Mikiola och familjen gallmyggor. Inga underarter finns listade i Catalogue of Life.